# بلویدیر (کارولینای جنوبی)
بلویدیر(به انگلیسی: Belvedere) شهری در ایالت کارولینای جنوبی کشور ایالات متحده آمریکا است که جمعیت آن در سرشماری سال ۲۰۱۰ میلادی، ۵٬۷۹۲ نفر بوده‌است.